# Séleucos de Séleucie
Pour les articles homonymes, voir Séleucos.
Séleucos (ou Seleukos, ou encore Seleucus) de Séleucie (en grec Σέλευκος ὁ Σελεύκειος), né vers -190 et actif vers -150, était un astronome, géographe et philosophe de Séleucie, en Mésopotamie. C'était un Chaldéen hellénisé, né à Séleucie sur le Tigre, une ville fondée sur le Tigre par un successeur d'Alexandre le Grand dans les environs de Babylone,,,. Strabon le nomme Séleucus de Babylone. Il fut l'un des seuls,, voire le seul astronome antique à défendre l'héliocentrisme d'Aristarque de Samos,,. Séleucos est connu par les écrits de Plutarque, Strabon et Aetius. Selon Plutarque, Séleucos fut le premier à conclure à la réalité de l'héliocentrisme par le raisonnement, mais on ignore les arguments qu'il utilisa.

## Les marées
Selon Lucio Russo (en), les arguments de Séleucos en faveur du système héliocentrique étaient en relation avec le phénomène des marées. Séleucos conlut, de manière correcte, que les marées étaient causées par la Lune, ayant vraisemblablement remarqué le synchronisme entre les positions de la Lune et les marées. On sait aussi qu'il observa une différence entre les deux marées quotidiennes en mer d'Arabie. Hipparque (à moins que ce ne soit Séleucos) en tira l'hypothèse de l'existence d'un continent entre l'Atlantique et l'Océan Indien. Il pensait que l'influence de la lune se transmettait par l'intermédiaire du pneuma (souffle). Il remarqua que les marées survenaient à des moments différents selon le lieu et variaient en intensité selon la position du soleil,.

## Mode de calcul
Selon Bartel Leendert van der Waerden, Séleucos pourrait avoir démontré la théorie héliocentrique en déterminant les constantes d'un modèle géométrique et en développant des méthodes pour calculer des positions planétaires selon ce modèle, comme le fera Nicolas Copernic au XVIe siècle. Il pourrait avoir utilisé des méthodes trigonométriques, qui étaient  disponibles à son époque. Il était en effet contemporain d'Hipparque et Strabon nous confirme qu'ils connaissaient leurs travaux respectifs.